# Horisme predotai
Horisme predotai is een vlinder uit de familie spanners (Geometridae). De wetenschappelijke naam is voor het eerst geldig gepubliceerd in 1937 door Bytinski-Salz.
De soort komt voor in Europa.